# Sérgio Cardoso
Sérgio da Fonseca Mattos Cardoso (Belém, 23 de março de 1925 — Rio de Janeiro, 18 de agosto de 1972) foi um ator brasileiro. Foi o protagonista de todas as telenovelas em que atuou.

## Biografia[1]
Formou-se em Direito, no Rio de Janeiro, mas sonhava com uma carreira diplomática no Itamaraty. Despertou para o teatro ao conhecer o Teatro do Estudante do Rio de Janeiro. Sua estreia foi no papel-título de Hamlet, de Shakespeare, cujo grande sucesso contribuiu para sua decisão de seguir a carreira de ator. Em 1949 fundou sua própria companhia teatral, o Teatro dos Doze, onde atuou em Hamlet, Arlequim servidor de dois amos e Tragédia em Nova York.
Foi para o Teatro Brasileiro de Comédia, de São Paulo, onde fez peças importantes, como O mentiroso, Entre Quatro Paredes, Do Mundo Nada se Leva, Seis Personagens à Procura de um Autor e Convite ao Baile.
Em 1954 fundou outra companhia em sociedade com a atriz Nydia Lícia Pincherle, com quem foi casado e teve uma filha, Sylvia. A sede das atividades da Companhia Nydia Licia-Sérgio Cardoso foi o Teatro Bela Vista, em São Paulo. Produziram mais de 15 espetáculos até a separação do casal em 1960. A última peça protagonizada por ele em teatro foi O resto é silêncio..., uma coletânea de monólogos de Shakespeare. 
Na TV Tupi, Sérgio Cardoso atuou em várias telenovelas de sucesso: O Sorriso de Helena, O Cara Suja, O Preço de uma Vida, O Anjo e o Vagabundo, Somos Todos Irmãos e Antônio Maria — esta última escrita por Geraldo Vietri, na qual contracenou com Aracy Balabanian. Em 1968 atuou em O Santo Mestiço, novela sobre a vida de São Mantinho de Porres, além de aparecer no filme A Madona de Cedro, no papel do sacristão aleijado Pedro. Foi o protagonista de Os Herdeiros, filme de Cacá Diegues produzido entre 1968-1969.
A partir de 1969 participou de diversas telenovelas da TV Globo, dentre elas A Cabana do Pai Tomás, Pigmalião 70 e A Próxima Atração. O Primeiro Amor foi seu último trabalho, pois o ator faleceu devido a um ataque cardíaco a apenas 28 capítulos do desfecho da trama. Seu personagem foi então interpretado por Leonardo Villar.
Mais de vinte mil pessoas acompanharam o enterro do ator, no Cemitério São João Batista, no Rio de Janeiro. Após sua morte, houve rumores de que Sérgio havia sido enterrado vivo, fato enfaticamente negado por parentes e amigos.
No local onde ele fundou a companhia de teatro, no bairro da Bela Vista, hoje existe o Teatro Sérgio Cardoso.

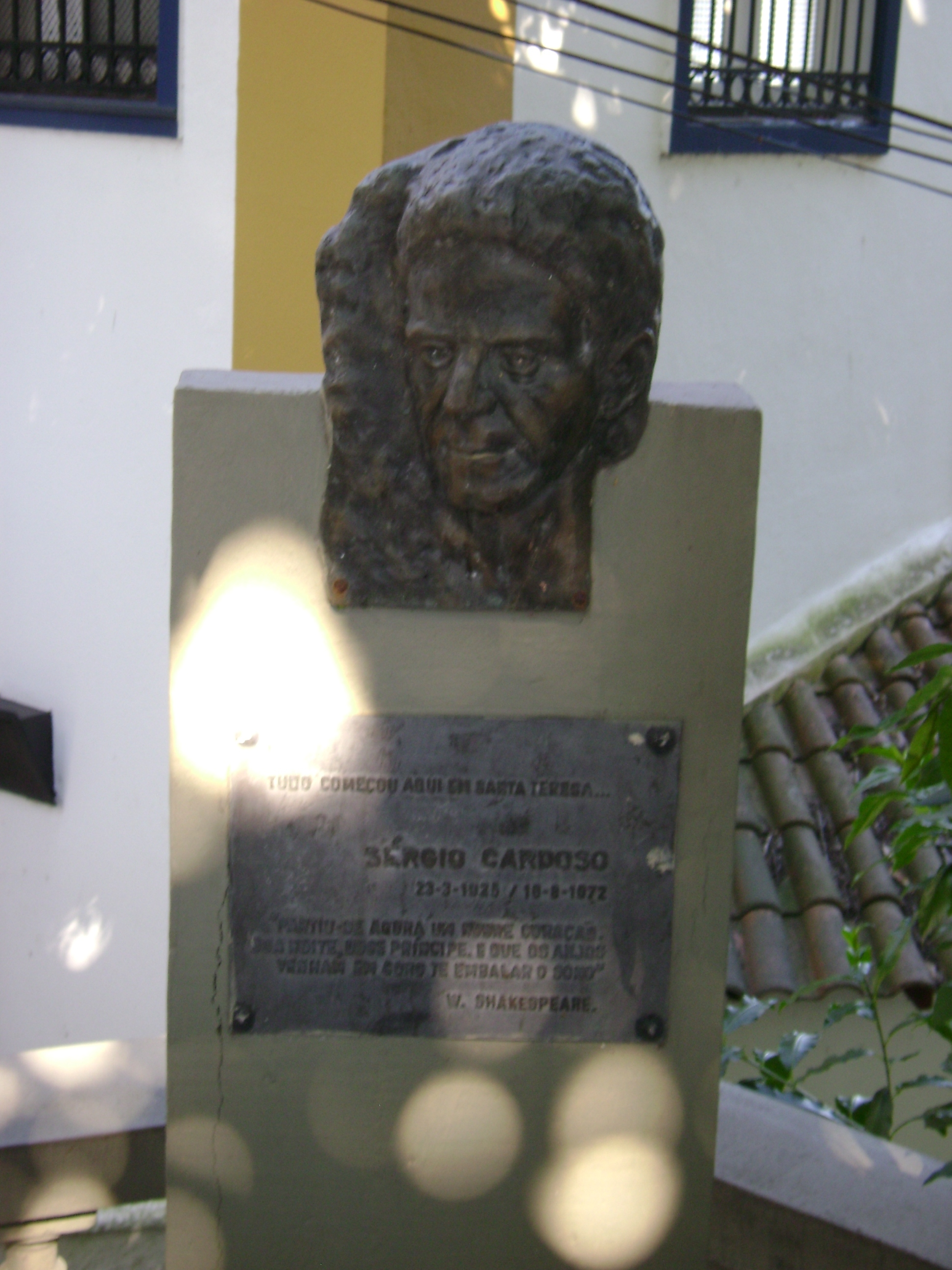
Estátua de Sérgio Cardoso no bairro Santa Teresa, no Rio de Janeiro

## Atuação na televisão
- 1964 - O Sorriso de Helena ... Fernando
- 1965 - O Cara Suja ... Ciccílio
- 1965 - O Preço de uma Vida ... Dr. Augusto Valcourt
- 1966 - Calúnia ... Guilherme
- 1966 - Somos Todos Irmãos ... Samuel Mayer
- 1967 - O Anjo e o Vagabundo ... Dr. Renato
- 1967 - Paixão Proibida ... Rogério
- 1968 - O Santo Mestiço ... Martinho de Porres / Padre Ramiro
- 1968 - Antônio Maria ... Antônio Maria
- 1969 - A Cabana do Pai Tomás ... Pai Tomás / Dimitrius / Abraham Lincoln
- 1970 - Pigmalião 70 ... Fernando Dalba
- 1971 - A Próxima Atração ... Rafael Borges (Rodrigo)
- 1972 - O Primeiro Amor ... Professor Luciano Lima